# Ballad of Big Nothing
Ballad of Big Nothing è un brano di Elliott Smith. La canzone è il secondo singolo estratto dal terzo album del cantautore, Either/Or del 1997. È stato riproposto come singolo nel 2010.

## Tracce

### Versione CD
1. Ballad Of Big Nothing - 2:51
2. Angeles - 2:51
3. Some Song - 2:10
4. Division Day - 3:10

### Versione 7" e 12"
1. Ballad Of Big Nothing - 2:51
2. Some Song - 2:10
3. Division Day - 3:10